# Immunteknikker
 Denne artikel bør gennemlæses af en person med fagkendskab for at sikre den faglige korrekthed.

Immunteknikker er fælles betegnelse for forskellige metoder inden for bioanalyse, hvor der er fælles grundprincip, hvor det omhandler om påvisning af analyt i flydende fase ved binding af antistof eller antigen. Immunteknikker benævnes som immunologiske metoder eller immunkemiske metoder:

## Analyseprincipper
Den klassiske non-kompetive metode er sandwichmetoden. Ved kompetiv analyse er der to konkurrencerende antistoffer, hvor én er med kendt koncentration.
De immunkemiske metoder kan være direkte eller indirekte. Når metoden er direkte, er der direkte testet for antistoffet eller antigenet. Ved indirekte metode er sekundært antistof bundet til primært antistof. Er prøvemateriale meget lille, kan man anvende forstærket effekt, hvor der mere sekundær antistof bundet til primært antistof.